# Махарана Пратап (аэропорт)
Аэропорт имени Махарана Пратап  (англ. Maharana Pratap Airport) (ИАТА: UDR, ИКАО: VAUD) — аэропорт в Индии в штате Раджастхан в 22 километрах от города Удайпур. Аэропорт назван в честь Махарана Пратапа который был правителем индийского средневекового княжества Мевар. Аэропорт имеет одну взлётно-посадочную полосу длиной 2743 метров и шириной 45 метров. Терминал имеет два посадочных выхода, 4 стойки регистрации. Аэропорт оснащён современными навигационными средствами посадки. Новый пассажирский терминал начал эксплуатироваться в 2008 году.
В аэропорту Удайпур был снят фильм Поезд на Дарджилинг. Отчаянные путешественники.